# كوكي يونيكورا
كوكي يونيكورا (باليابانية: 米倉 恒貴) (مواليد 17 مايو 1988) هو لاعب كرة قدم ياباني يلعب حاليا لصالح نادي غامبا أوساكا في الدوري الياباني الممتاز. يلعب مع منتخب اليابان لكرة القدم منذ عام 2015.

## وصلات خارجية
- كوكي يونيكورا على موقع رابطة كرة القدم اليابانية للمحترفين (اليابانية)
- كوكي يونيكورا على موقع قاعدة بيانات كرة القدم.إي يو (الإنجليزية)
- كوكي يونيكورا على موقع ناشيونال فوتبول تيمز (الإنجليزية)
- كوكي يونيكورا على موقع Soccerway.com (الإنجليزية)
- كوكي يونيكورا على موقع عالم كرة القدم.نت (الإنجليزية)

- National Football Teams